# 罗涅尔·伊格莱西亚斯
罗涅尔·伊格莱西亚斯（西班牙語：Roniel Iglesias，1988年8月14日—），古巴男子拳击运动员。他曾代表古巴参加2008年、2012年、2016年和2020年夏季奥林匹克运动会拳击比赛，获得二枚金牌和一枚铜牌。